# Danh sách hiệu kỳ tại Thái Lan
Dưới đây là danh sách các loại cờ từng được dùng làm cờ hiệu của các tổ chức chính trị - xã hội cấp quốc gia tại Thái Lan tồn tại trong lịch sử, được các tài liệu độc lập và có uy tín ghi nhận:

## Quốc kỳ
| Cờ | Thời điểm    | Sử dụng | Mô tả                       |
| -- | ------------ | ------- | --------------------------- |
|    | 1917 đến nay | Quốc kỳ | Cờ tam tài (đỏ, trắng, lam) |

## Hiệu kỳ hoàng gia
| Cờ | Thời gian    | Sử dụng                        |
| -- | ------------ | ------------------------------ |
|    | 1946 đến nay | Hiệu kỳ chiến tranh (chiến kỳ) |
|    | 2016 đến nay | Hiệu kỳ Rama X                 |
|    | 1946–2016    | Hiệu kỳ Bhumibol đại đế        |
|    | 1950–        | Hiệu kỳ hoàng hậu Sirikit      |